# 九戸実親
九戸 実親（くのへ さねちか）は、戦国時代から安土桃山時代にかけての武将。南部氏の家臣。

## 生涯
正室が南部宗家第24代当主・南部晴政の次女で、晴政の実子である南部晴継の死後、晴政の長女の婿だった一族の石川信直と南部宗家の家督をめぐって争うが敗れる。
天正19年（1591年）、兄・政実と共に南部氏の新たな当主になった南部信直（石川信直より改名）に対し兵を起こすが、豊臣秀吉に対する反乱（九戸政実の乱）と見なされて討伐軍を送られる。本拠地の九戸城に追い詰められた九戸勢は助命を提示されて降伏。政実は実親に九戸城の明け渡しを任せて討伐軍に出頭するも、助命の約束は反故にされる。政実は処刑され、実親はじめ九戸城内にいた全ての者は二の丸にて斬殺された上で火をかけられた。